# Windorah
Windorah är en ort i Australien. Den ligger i regionen Barcoo och delstaten Queensland, omkring 1 100 kilometer väster om delstatshuvudstaden Brisbane. Antalet invånare är 158.
Trakten runt Windorah är nära nog obefolkad, med mindre än två invånare per kvadratkilometer..
Omgivningarna runt Windorah är i huvudsak ett öppet busklandskap. Genomsnittlig årsnederbörd är 304 millimeter. Den regnigaste månaden är februari, med i genomsnitt 77 mm nederbörd, och den torraste är april, med 1 mm nederbörd.